# بزماهیان
بُزماهیان (Mullidae) یکی از خانواده‌های ماهیان است.
چهار گونه از خانواده بزماهیان از آب‌های خلیج فارس و دریای عمان گزارش شده است:
- بزماهی سرخ‌جامه Parupeneus rubescens
- بزماهی زردجامه Upeneus sulphureus
- بزماهی نوارآجری یا بزماهی اُخرایی Upeneus sundaicus
- بزماهی زردخط یا گوازرد Upeneus vittatus